# Philippe (satrape)
Pour les articles homonymes, voir Philippe.
Philippe (en grec ancien : Φίλιππος / Philippos) est le satrape d'Inde sous le règne d'Alexandre le Grand, de 327 à sa mort en 325 av. J.-C.
Petit-fils de Derdas III, le dernier archonte d'Élimée, il est le frère d'Harpale, le trésorier d'Alexandre et probablement le père d'Antigone le Borgne.

## Biographie
En 327 av. J.-C., Philippe participe, aux côtés d'Héphaistion et de Cratère, à la campagne dans la vallée de l'Indus, moment où il est fait satrape.
Arrien affirme que sa satrapie comprend les provinces situées à l'ouest de l'Hydaspe, la limite orientale correspondant à l'Acésinès à la confluence de l'Indus. Il devient le gouverneur des Malliens et des Oxydraques après leur soumission. Philippe obtient la cavalerie thrace et des troupes suffisantes pour tenir le pays. Il est chargé de la construction de la ville nouvelle d'Alexandrie de l'Indus à la confluence l'Indus et de l'Acésinès, où il fait établir des chantiers navals.
En 325 av. J.-C., alors qu'Alexandre est en Carmanie, Philippe est tué lors d'une insurrection de mercenaires stipendiaires ; sa satrapie passe dès lors sous la tutelle de Taxilès et d'Eudamos.

## Famille

### Mariage et enfants
De son mariage avec une femme inconnue, il aurait eu trois fils :
- Antigone le Borgne[5] ;
- Démétrios ;
- Ptolémée.

## Sources antiques
- Arrien, Anabase [lire en ligne].